# Rhopalophora miniatocollis
Rhopalophora miniatocollis är en skalbaggsart som beskrevs av Louis Alexandre Auguste Chevrolat 1859. Rhopalophora miniatocollis ingår i släktet Rhopalophora och familjen långhorningar. Inga underarter finns listade i Catalogue of Life.